# گلکدا
گلکدا (به انگلیسی: Gulkada) یک منطقهٔ مسکونی در پاکستان است که در خیبر پختونخوا واقع شده‌است.